# Copa Santa Catarina de Futebol Feminino Sub-17 de 2022
A Copa Santa Catarina Feminina Sub-17 de 2022 foi a segunda edição desta competição de futebol feminino organizada pela Federação Catarinense de Futebol (FCF).
A competição foi composta de apenas uma fase e disputada por quatro equipes entre os dias 18 e 20 de outubro. Nessa fase, os participantes se enfrentaram em turno único, com o campeão sendo definido através da classificação final.
O Criciúma conquistou o seu primeiro título na competição após vencer todos os jogos que disputou. O pódio foi completado por Avaí/Kindermann e AJAP.

## Antecedentes
O Campeonato Catarinense Feminino Sub-17 já tinha sido anunciado no ano de 2015 como novidade no calendário, mas nunca foi concretizado. Quatro anos depois, a Federação Catarinense de Futebol confirmou a competição no calendário. O regulamento foi definido através do conselho técnico no dia 11 de julho.
Na primeira edição, a Chapecoense venceu todos os jogos que disputou e conquistou o título. O pódio foi completado por Criciúma e Kindermann. No ano posterior a competição foi confirmada, mas não foi realizada em virtude da pandemia de covid-19.

## Formato e participantes
A competição foi dividida em apenas uma fase; com os integrantes enfrentando os rivais em embates de turno único. Os quatro participantes foram:
- AJAP
- Avaí/Kindermann
- Criciúma
- Pedra Branca

## Resultados
O campeonato foi realizado entre os dias 18 e 20 de outubro na cidade de Criciúma. Nos dois primeiros dias de competição, Avaí/Kindermann e Criciúma saíram vitoriosas. No terceiro dia foi marcado pelo confronto direto entre as equipes, no qual foi vencida pelo clube criciumense, assim encerrando o campeonato com uma campanha invicta de três vitórias nos três jogos e conquistando o título da segunda edição do estadual sub-17. A classificação final foi completada por Avaí/Kindermann, AJAP e Pedra Branca.

### Gerais
- «REGULAMENTO ESPECÍFICO DO CAMPEONATO CATARINENSE DE FUTEBOL FEMININO SUB 17 - 2022» (PDF). Federação Catarinense de Futebol. 10 de outubro de 2022. Consultado em 24 de outubro de 2022. Cópia arquivada (PDF) em 24 de outubro de 2022

### Específicas
1. ↑  «Meninas são campeãs invictas da Copa SC sub-17». Meninas Carvoeiras. 21 de outubro de 2022. Consultado em 24 de outubro de 2022. Cópia arquivada em 24 de outubro de 2022
2. ↑  «Equipe feminina do Criciúma alcança título da SC Sub-17». Rádiomarconi.net. 21 de outubro de 2022. Consultado em 24 de outubro de 2022. Cópia arquivada em 24 de outubro de 2022
3. 1 2 3  «Criciúma conquista o título da Copa Santa Catarina Sub-17 Feminina». Federação Catarinense de Futebol. 20 de outubro de 2022. Consultado em 20 de outubro de 2022. Cópia arquivada em 20 de outubro de 2022
4. ↑  «Avaí/Kindermann fica com o vice-campeonato da Copa Santa Catarina Feminina Sub-17». Avaí Futebol Clube. 20 de outubro de 2022. Consultado em 20 de outubro de 2022. Cópia arquivada em 20 de outubro de 2022
5. ↑  «Catarinense Feminino Sub-17 é novidade no futebol catarinense». Federação Catarinense de Futebol. 2 de julho de 2015. Consultado em 14 de outubro de 2020. Cópia arquivada em 14 de outubro de 2020
6. ↑  «CALENDÁRIO FCF 2019». Federação Catarinense de Futebol. Fevereiro de 2019. Consultado em 14 de outubro de 2020. Cópia arquivada em 14 de outubro de 2020
7. ↑  «Conselho Técnico do Catarinense Feminino Adulto e Sub-17 será nesta 5ª feira (11)». Federação Catarinense de Futebol. 8 de julho de 2019. Consultado em 14 de outubro de 2020. Cópia arquivada em 14 de outubro de 2020
8. ↑  «Chape conquista primeira edição do Catarinense Feminino sub-17». GloboEsporte.com. 14 de outubro de 2019. Consultado em 14 de outubro de 2020. Cópia arquivada em 14 de outubro de 2020
9. ↑  «Feminino da Chape é campeã Catarinense sub-17». Diregional.com.br. 13 de outubro de 2019. Consultado em 14 de outubro de 2020. Cópia arquivada em 14 de outubro de 2020
10. ↑  «Chapecoense é campeã do Catarinense Feminino Sub-17». Federação Catarinense de Futebol. 13 de outubro de 2019. Consultado em 14 de outubro de 2020. Cópia arquivada em 14 de outubro de 2020
11. ↑  «Confira o calendário de competições do futebol catarinense para 2020». Federação Catarinense de Futebol. 9 de dezembro de 2019. Consultado em 31 de dezembro de 2021. Cópia arquivada em 31 de dezembro de 2021
12. 1 2  «Copa Santa Catarina Feminina Sub-17 será disputada neste mês». Federação Catarinense de Futebol. 3 de outubro de 2022. Consultado em 15 de outubro de 2022. Cópia arquivada em 15 de outubro de 2022
13. ↑  «Copa Santa Catarina Feminina Sub-17 inicia nesta terça-feira. Jogos serão transmitidos pela FCF TV». Federação Catarinense de Futebol. 17 de outubro de 2022. Consultado em 17 de outubro de 2022. Cópia arquivada em 17 de outubro de 2022
14. ↑  «Abertura da Copa SC Sub-17 Feminina com vitórias do Criciúma e Avaí/Kindermann». Federação Catarinense de Futebol. 18 de outubro de 2022. Consultado em 19 de outubro de 2022. Cópia arquivada em 19 de outubro de 2022
15. ↑  Vinicius Fernandes (19 de outubro de 2022). «Copa SC Sub-17 Feminina começa com vitórias de Criciúma e Avaí/Kindermann». Da Base. Consultado em 24 de outubro de 2022. Cópia arquivada em 24 de outubro de 2022
16. ↑  «Criciúma e Avaí/Kindermann decidem o título da Copa Santa Catarina Sub-17 Feminina». Federação Catarinense de Futebol. 19 de outubro de 2022. Consultado em 24 de outubro de 2022. Cópia arquivada em 24 de outubro de 2022